# Суарес, Чарли
Чарли Коронель Суарес (исп. Charly Coronel Suarez; род. 14 августа 1988, Северный Давао, Давао) — филиппинский боксёр, представитель полулёгкой, лёгкой и первой полусредней весовых категорий. Выступает за национальную сборную Филиппин по боксу с 2007 года, серебряный призёр Азиатских игр, двукратный чемпион Игр Юго-Восточной Азии, победитель и призёр многих турниров международного значения, участник летних Олимпийских игр в Рио-де-Жанейро. С 2019 года боксирует также на профессиональном уровне.

## Биография
Чарли Суарес родился 14 августа 1988 года в деревне Савата провинции Северный Давао, Филиппины.

### Любительская карьера
Вошёл в состав филиппинской национальной сборной в 2007 году, в этом сезоне выступил на международных турнирах Великий шёлковый путь в Баку, Мемориал Макара Мазая в Мариуполе, Гран-при Остравы в Чехии. Боксировал и на чемпионате мира в Чикаго — здесь уже в 1/32 финала полулёгкой весовой категории его остановил монгол Зоригтбаатарын Энхзориг.
В 2008 году выступил на Кубинской Олимпиаде в Гаване и на Кубке президента АИБА в Тайбэе.
В 2009 году участвовал в Кубке короля в Бангкоке, одержал победу на Играх Юго-Восточной Азии в Вьентьяне, тогда как на мировом первенстве в Милане дошёл до 1/16 финала.
В 2010 году выступил на Открытом чемпионате Китая в Гуйяне и на Азиатских играх в Гуанчжоу, выиграл серебряную медаль на международном турнире Таммер в Тампере.
Начиная с 2011 года боксировал преимущественно в лёгкой весовой категории, в частности стал серебряным призёром на Кубке президента в Джакарте, победил на Играх Юго-Восточной Азии в Палембанге, принял участие в Мемориале Сиднея Джексона в Ташкенте, в чемпионате Азии в Инчхоне и в чемпионате мира в Баку. С этого времени также регулярно принимал участие в матчевых встречах полупрофессиональной лиги World Series of Boxing.
Пытался пройти отбор на Олимпийские игры 2012 года в Лондоне, однако на Азиатском олимпийском квалификационном турнире в Астане в финале категории до 60 кг потерпел поражение от китайца Лю Цяна и не смог получить олимпийскую лицензию.
В 2014 году в лёгком весе выиграл серебряные медали на Кубке президента в Алма-Ате и на Азиатских играх в Инчхоне.
На азиатском первенстве 2015 года в Бангкоке остановился в 1/8 финала, проиграв казаху Закиру Сафиуллину.
На Олимпийском квалификационном турнире Азии и Океании в Цяньане сумел дойти до финала, выиграв у всех соперников по турнирной сетке кроме монгола Доржнямбуугийна Отгондалая — тем самым удостоился права защищать честь страны на летних Олимпийских играх 2016 года в Рио-де-Жанейро. На Играх уже в стартовом поединке категории до 60 кг раздельным решением судей потерпел поражение от британца Джозефа Кордины и сразу же выбыл из борьбы за медали.
После Олимпиады Суарес остался в составе боксёрской команды Филиппин и продолжил принимать участие в крупнейших международных турнирах. Так, в 2017 году в первом полусреднем весе он завоевал бронзовые медали на международном турнире в Улан-Баторе и на Играх Юго-Восточной Азии в Куала-Лумпуре.
В 2018 году боксировал на Открытом чемпионате Индии в Дели и на Кубке президента в Астане.

### Профессиональная карьера
В январе 2019 года Чарли Суарес успешно дебютировал на профессиональном уровне.